# Tour La Marseillaise
O Tour La Marseillaise é um arranha-céu de escritórios em Euroméditerranée, o distrito comercial da área metropolitana de Marselha. 
Esta torre é a segunda torre de escritórios mais alta da cidade de Marselha. Foi projetado pelo arquiteto Jean Nouvel.
Com uma altura de 136 m, é a quinta torre provincial mais alta depois das duas torres de Lyon, a Tour Incity (200 m), a Tour Part-Dieu (165 m), a Tour CMA CGM em Marselha (145 m) e a Tour Bretagne em Nantes.